# Moščanci
Moščanci – wieś w Słowenii, w gminie Puconci. W 2018 roku liczyła 276 mieszkańców.